# Atelier
Atelier (アトリエ Atorie?, "ateljé") är en datorrollspelsserie som utvecklas av Gust, främst för Playstation, Playstation 2 och Playstation 3, men det finns även spinoffs och remakes till andra plattformar. Serien var ett tag enbart utgiven i Japan på japanska, men från och med Atelier Iris: Eternal Mana har huvudserien samt vissa spinoffs och remakes även givits ut på engelska.
Titeln syftar på hur spelarfigurerna bedriver alkemi; spelaren utforskar spelvärldarna för att leta efter ingredienser, och tar dem med sig till sin ateljé för att tillverka föremål.

## Spel

### Huvudserien

#### Salburg
#1 Atelier Marie: The Alchemist of Salburg
#2 Atelier Ellie: The Alchemist of Salburg 2
#3 Atelier Lilie: The Alchemist of Salburg 3

#### Gramnad
#4 Atelier Judie: The Alchemist of Gramnad
#5 Atelier Violet: The Alchemist of Gramnad 2

#### Iris
#6 Atelier Iris: Eternal Mana
#7 Atelier Iris 2: The Azoth of Destiny
#8 Atelier Iris 3: Grand Phantasm

#### Mana Khemia
#9 Mana Khemia: Alchemists of Al-Revis
#10 Mana Khemia 2: Fall of Alchemy

#### Arland
#11 Atelier Rorona: The Alchemist of Arland
#12 Atelier Totori: The Adventurer of Arland
#13 Atelier Meruru: The Apprentice of Arland

#### Dusk
#14 Atelier Ayesha: The Alchemist of Dusk
#15 Atelier Escha & Logy: Alchemists of the Dusk Sky
#16 Atelier Shallie: Alchemists of the Dusk Sea

#### Mysterious
#17 Atelier Sophie: The Alchemist of the Mysterious Book
#18 Atelier Firis: The Alchemist and the Mysterious Journey
#19 Atelier Lydie & Suelle: The Alchemists and the Mysterious Paintings

### Spinoffs
Marie & Ellie: Atelier Pair
Marie to Ellie Atelier
Atelier Marie, Ellie & Anis: Message on the Gentle Breeze
Atelier Lise: The Alchemist of Orde
Atelier Annie: Alchemists of Sera Island
Atelier Lina: The Alchemist of Strahl
Atelier Elkrone: Dear for Otomate

### Remakes
Flera av spelen har fått remakes till bärbara spelkonsoler:
#9 Mana Khemia: Student Alliance
#10 Mana Khemia 2: Fall of Alchemy Plus
#4 Atelier Judie: The Alchemist of Gramnad - Imprisoned Guardian
#5 Atelier Violet: The Alchemist of Gramnad 2 - The Memories of Ultramarine
#12 Atelier Totori Plus: The Adventurer of Arland
#13 Atelier Meruru Plus: The Apprentice of Arland
#11 Atelier Rorona Plus: The Alchemist of Arland
#14 Atelier Ayesha Plus: The Alchemist of Dusk
#15 Atelier Escha & Logy Plus: Alchemists of the Dusk Sky